# Неархимедова геометрия
Неархимедова геометрия — совокупность геометрических предложений, вытекающих из систематических групп аксиом:
инцидентности, порядка, конгруэнтности и параллельности системы аксиоматики Гильберта евклидовой геометрии, и не связанных с аксиомами непрерывности (с аксиомами Архимеда и полноты).
В узком смысле неархимедова геометрия описывает геометрические свойства прямой, на которой не верна аксиома Архимеда (неархимедова прямая).
Для исследования геометрических соотношений в неархимедовой геометрии вводится исчисление отрезков — неархимедова числовая система, рассматриваемая как специальная комплексная числовая система.
Определяются понятия отрезка, отношения отрезков, сложение и умножение отрезков.
В частности, вводится дезаргова числовая система — неархимедова система, в которой умножение отрезков некоммутативно.
С помощью этих числовых систем в неархимедовой геометрии строится теория подобия фигур, теория площадей и т. д.

## Свойства
Теория площадей многоугольников, лежащая в основе теории измерения площадей фигур на неархимедовой плоскости, опирается на понятие равновеликости многоугольников по дополнению, которое в
неархимедовой геометрии является более общим по отношению к понятию равносоставленности (равновеликости по разложению на пары конгруэнтных треугольников).
В неархимедовой геометрии существуют треугольники, имеющие соответственно равные меры высот и оснований, равновеликие по дополнению, но не равносоставленные.
Равновеликие по дополнению многоугольники в неархимедовой геометрии имеют одинаковую площадь, и два многоугольника с одинаковой мерой площади всегда равновелики по дополнению.
Для прямоугольных треугольников в неархимедовой геометрии справедлива теорема Пифагора.
С помощью исчисления отрезков в неархимедовом пространстве вводится система аффинных (или проективных) координат.
Например, на плоскости выбираются две прямые — оси координат, проходящие через фиксированную точку, на каждой из осей отмечаются единичные отрезки.
В этой системе аффинных координат уравнение прямой является линейным, то есть имеет вид
{\displaystyle ax+by+c=0},
где {\displaystyle x}, {\displaystyle y} — координаты точек на прямой, {\displaystyle a}, {\displaystyle b}, {\displaystyle c} — фиксированные числа (отрезки), причем умножение фиксированных отрезков на отрезки {\displaystyle x} и {\displaystyle y} производится всегда слева, и, вообще говоря, уравнение
{\displaystyle xa+yb+c}
в этой системе координат не представляет прямую.
Система геометрических предложений, составляющих неархимедову геометрию, может быть реализована на модели из конечного набора основных объектов: «точек», «прямых» и т. д. (здесь на каждой «прямой» не предполагается существование бесконечного множества «точек»).
Построение числовых моделей неархимедовой геометрии приводит к так называемым трансфинитным (неархимедовым) пространствам Гильберта.
Такое числовое пространство на прямой называется линейным пространством Веронезе.

## Применения
Значение неархимедовой геометрии определяется её ролью в исследовании независимости и непротиворечивости системы аксиоматики Гильберта евклидова пространства.
Реализация на числовой модели групп аксиом инцидентности, порядка, конгруэнтности и параллельности доказывает как их независимость от аксиом полноты, так и непротиворечивость самой неархимедовой геометрии.
С другой стороны, выясняется и роль аксиом непрерывности в построении евклидовой геометрии на основе аксиом Гильберта.
В частности, без аксиом непрерывности невозможно доказать эквивалентность евклидовой аксиомы параллельности предложению о равенстве суммы внутренних углов любого треугольника двум прямым углам.
Числовая реализация неархимедовой геометрии, в которой коммутативный закон умножения не является необходимым, играет также важную роль в построении непаскалевой геометрии (см. также Недезаргова геометрия).